# Wackie's
Wackies est un label discographique indépendant américain de reggae, basé à New York, dans l'État de New York.

## Histoire
Wackie's est fondé par Lloyd Barnes sous le nom de Wackie's House of Music, et basé sur White Plains Road à New York, Wackie's est à la fois un magasin de disques et un studio d'enregistrement. Il est considéré par certains comme le premier studio de reggae de taille conséquente aux États-Unis.
Les productions du label, bien que surtout reconnues dans le domaine du reggae, ont influencé le mouvement naissant du hip-hop dans le New York des années 1970 et 1980, les sound systems de reggae étant alors très populaires dans toute la ville. C'est au cours de ces sound systems que des DJ de reggae comme Jah Batta jouaient des disques de Wackie's. Tout ceci conduira à l'émergence des premières soirées hip-hop avec MC sur le modèle des sound systems de reggae. Il est aussi a noter qu'en 1979, le label produisit un des premiers disques de hip-hop avec l'album Wack Rap des artistes Solid C., Bobby D et Kool Drop.
Wackie's continue à produire des disques tout au long des années 1990 et en 1999, avec l'aide de Ras Takashi, un sous-label est créé au Japon sous l'appellation Wackies far East Chapter. Au vu de la promotion de cette structure et du label en général, une tournée est organisée cette même année en compagnie de Ras Takashi ainsi que de Ras Kush. Parmi les disques à l'actif de Wackie's Far East Chapter, on peut citer par exemple des disques de Lloyd Barnes, Ras Takahi ou encore Ras Kush.
Le label reste actif dans les années 2000. Jammyland, Plush label, Ras Takashi, Dubsensemania et beaucoup d'autres continuent à collaborer avec Lloyd Barnes. Par ailleurs, un important travail de rééditions de disques sortis sur le label dans les années 1970 et 1980 est toujours en cours avec le regain d'intérêt actuel pour le reggae old school.

## Style musical
Le style musical de Wackie's a un son particulier. Basé sur une basse lourde conçue pour produire un son lo-fi. Ils réalisent ce son à l'aide de techniques d'enregistrement et d'un matériel spécifique, exposé dans le musée Les Paul. Des artistes populaires jamaïcains tels que Horace Andy, Sugar Minott et Wayne Jarret sont apparus régulièrement sur le label. De plus, Lloyd Barnes a produit nombre d'artistes new-yorkais comme Itopia, The Chosen Brothers, Love Joys, Jah Batta, Clive Field Marshall, Dub Generals ou encore Junior Delahaye, auteurs des premières réalisation du label Wackie's. Plus communément connu sous le nom de Bullwackies All Stars, Lloyd Barnes a travaillé avec un groupe de musiciens éminents tels Jerry Harris, Ras Menelik, Jerry Johnson, Clive « Azul » Hunt et Douglas Levy.

## Rééditions
Après avoir été longtemps épuisées, les anciennes productions du label font l'objet de rééditions sous l'impulsion des artistes allemands de techno Moritz von Oswald et Mark Ernestus qui ont créé pour l'occasion un sous-label Wackie's à leur label Basic Channel. Pour l'heure, le duo a ainsi contribué à voir rééditer les disques d'artistes comme Horace Andy, Wayne Jarrett, Love Joys, The Meditations et Sugar Minott.
Christopher Coy réalise un documentaire sur Wackie's en 1986, appelé Bullwackie. En 2013, l'entreprise Supreme sort une série de t-shirts et autres articles inspirés de Wackie's.